# Sébeville
Sébeville – miejscowość i gmina we Francji, w regionie Normandia, w departamencie Manche.
Według danych na rok 1990 gminę zamieszkiwało 35 osób, a gęstość zaludnienia wynosiła 12 osób/km² (wśród 1815 gmin Dolnej Normandii Sébeville plasuje się na 847. miejscu pod względem liczby ludności, natomiast pod względem powierzchni na miejscu 1044.).